# Солдатово (Правдинский район)
Солдатово — посёлок в Правдинском районе Калининградской области. Входит в состав Домновского сельского поселения.

## Население
| 2002 | 2010 |
| ---- | ---- |
| 152  | ↘135 |